# 1800 w muzyce
Wydarzenia muzyczne w 1800 roku.

## Wydarzenia
- 16 stycznia – w paryskim Théâtre Feydeau miała miejsce premiera opery Les deux journées Luigiego Cherubiniego[1][2]
- 25 stycznia – w Wiedniu odbyła się premiera „Veni Sancte Spiritus” Antonia Salieriego[1][2]
- 14 marca – w paryskim Théâtre Favart miała miejsce premiera opery Epicure Luigiego Cherubiniego i É. Méhula[1][2]
- 2 kwietnia – premiera w wiedeńskim Hofburgtheater I symfonii Beethovena[1][2]
- 18 kwietnia – w wiedeńskim Hofburgtheater miała miejsce premiera „Sonaty na waltornię i fortepian op.17” Ludwiga van Beethovena[1][2]
- 2 czerwca – w wiedeńskim Theater am Kärntnertor miała miejsce premiera opery Cesare in Farmacusa Antonia Salieriego[1][2]
- 8 czerwca – w paryskim Théâtre Favart miała miejsce premiera opery Béniovski, ou Les exilés du Kamchattka François-Adriena Boieldieu[1][2]
- 16 września – w paryskim Théâtre Favart miała miejsce premiera opery Le Calife de Bagdad François-Adriena Boieldieu[1][2]
- 22 października – w wiedeńskim Theater am Kärntnertor miała miejsce premiera opery L’Angiolina ossia Il matrimonio per sussurro Antonia Salieriego[1][2]
- 24 listopada – w freiberskim Buttermarkt miała miejsce premiera opery Das Waldmädchen Carla Marii von Webera[1][2]
- 26 grudnia – w weneckim Teatro La Fenice miała miejsce premiera „Gli sciti”, dramy muzycznej Johanna Simona Mayra[1][2]

## Urodzili się
- 1 stycznia – Filipina Brzezińska, polska kompozytorka i pianistka (zm. 1886)
- 11 stycznia – Giuseppina Ronzi de Begnis, włoska śpiewaczka operowa (sopran) (zm. 1853)
- 14 stycznia – Ludwig von Köchel, austriacki pisarz, kompozytor, botanik i wydawca (zm. 1877)
- 28 marca – Antonio Tamburini, włoski śpiewak operowy (baryton) (zm. 1876)
- 16 kwietnia – Józef Stefani, polski dyrygent i kompozytor (zm. 1876)
- 24 kwietnia – Georg Hellmesberger Sr., austriacki skrzypek, dyrygent, pedagog i kompozytor (zm. 1873)
- 17 lipca – Ivan Padovec, chorwacki gitarzysta i kompozytor (zm. 1873)
- 16 września – Józef Nowakowski, polski pianista, kompozytor i pedagog (zm. 1865)
- 12 października – Maksymilian Braun, polski muzyk, pedagog, działacz społeczny (zm. 1892)
- 6 listopada – Eduard Grell, niemiecki kompozytor i organista (zm. 1886)
- 27 grudnia – John Goss, angielski kompozytor i organista (zm. 1880)

## Zmarli
- 2 marca – Christian Friedrich Schale, niemiecki organista, wiolonczelista i kompozytor (ur. 1713)
- 27 kwietnia
  - Johann Christian Fischer, niemiecki kompozytor i oboista (ur. 1733)
  - Jewstigniej Fomin, rosyjski kompozytor (ur. 1761)
- 7 maja – Niccolò Piccinni, włoski kompozytor operowy (ur. 1728)[1][2]
- 10 czerwca – Johann Abraham Peter Schulz, niemiecki kompozytor klasyczny (ur. 1747)[1][2]
- 3 sierpnia – Carl Friedrich Christian Fasch, niemiecki kompozytor i klawesynista (ur. 1736)
- 2 września – Maciej Radziwiłł, polski kompozytor, polityk (ur. 1749)
- 8 września – Pierre Gaviniès, francuski skrzypek i kompozytor (ur. 1728)
- 26 września – William Billings, amerykański kompozytor chóralny (ur. 1746)
- 27 września – Hyacinthe Jadin, francuski kompozytor, pianista i pedagog (ur. 1776)

## Muzyka poważna
- 18 kwietnia – w londyńskim dzienniku „The Morning Post” opublikowano „sonaty fortepianowe  C.177-8” autorstwa Jana Ladislava Dusseka[1][2]
- 14 maja – w londyńskim dzienniku „Morning Herald” opublikowano „op. 39, walc na fortepian, tamburyn i trójkąt” autorstwa Muzio Clementiego[1][2]